# Силиква
Силиква (итал. Siliqua) је насеље у Италији у округу Каљари, региону Сардинија.
Према процени из 2011. у насељу је живело 3618 становника. Насеље се налази на надморској висини од 64 м.

## Становништво
Према резултатима пописа становништва 2011. у општини је живело 3.997 становника.
| 1931. | 1936. | 1951. | 1961. | 1971. | 1981. | 1991. | 2001. | 2011. |
| ----- | ----- | ----- | ----- | ----- | ----- | ----- | ----- | ----- |
| 2.934 | 3.130 | 3.851 | 4.187 | 4.040 | 4.265 | 4.430 | 4.150 | 3.997 |